# Juryj Czyż
Juryj Alaksandrawicz Czyż (biał. Юрый Аляксандравіч Чыж, ros. Юрий Александрович Чиж, Jurij Aleksandrowicz Cziż; ur. w 1963 w Sobolach w rejonie bereskim) – białoruski przedsiębiorca, dyrektor generalny firmy „Trajpł”, były przewodniczący Białoruskiej Federacji Sztuk Walki.

## Życiorys
Urodził się w 1963 roku we wsi Sobole, w rejonie bereskim obwodu brzeskiego Białoruskiej SRR, ZSRR. W 1980 roku przeprowadził się do Mińska. Ukończył studia na Wydziale Elektrotechnicznym Białoruskiego Instytutu Politechnicznego ze specjalnością „elektrownie”. Po studiach został skierowany do pracy w Mińskiej Fabryce Traktorów. Po 7 latach pracy osiągnął stanowisko kierownika służby energetycznej korpusu.
W 1992 roku założył firmę „Trajpł”. Pełni funkcję dyrektora generalnego „Trajpła” i przewodniczący grupy firm „Trajpł”, w skład której wchodzą: „Akwatrajpł” (produkcja napojów bezalkoholowych i piwa), restauracja-piwowarnia „Rakowskij browar” itd. „Trajpł” zajmuje się organizacją budowy, produkcją aluminiowych konstrukcji systemowych, profili z PVC, transportem ciężarowym, przetwarzaniem i sprzedażą produktów naftowych. Do firmy należy znaczna część białoruskiego rynku produktów naftowych w sektorze niepaństwowym.
W 1999 roku wszedł w skład Rady ds. Rozwoju Przedsiębiorczości przy Prezydencie Republiki Białorusi. Pełnił też funkcję przewodniczącego klubu piłkarskiego „FK Dynama Mińsk”. 9 grudnia 2008 roku został przewodniczącym Białoruskiej Federacji Sztuk Walki, zastępując na tym stanowisku mistrza olimpijskiego i świata Aleksandra Miedwieda.
W grudniu 2021 roku BYPOL (stowarzyszenie byłych funkcjonariuszy bezpieczeństwa Białorusi) wszczęło śledztwo w sprawie drogich samochodów przekazanych Aleksandrowi Łukaszence. Według autorów śledztwa Juryj Czyż podarował mu Rolls-Royce’a Phantom Coupe z 2008 roku o wartości pół miliona dolarów oraz Panther Kallistę z 1988 roku.
W październiku 2022 roku Białoruskie Centrum Śledcze stwierdziło, że Jurij Czyż i jego litewski partner biznesowy Vitold Tomaševskij w latach 2011–2012 odsprzedawali rosyjską ropę pod przykrywką rozpuszczalników.
Czyż najwyraźniej popadł w niełaskę władz białoruskich. W 2016 roku i w latach 2021–2022 był aresztowany pod zarzutem uchylania się od płacenia podatków; w lutym 2023 roku Chizh został skazany na trzy i pół roku więzienia, ale został zwolniony z odbywania kary dzięki amnestii i pobytowi w areszcie.

## Życie prywatne
Juryj Czyż był żonaty, wychowuje dwóch synów i córkę. Wiosną 2023 roku potwierdził w wywiadzie, że rozwiódł się z żoną i jest w konflikcie z rodziną.
Posiada willę położoną w elitarnej mińskiej dzielnicy Drozdy, zamieszkanej przez przedstawicieli władzy i ludzi blisko związanych z Alaksandrem Łukaszenką. Interesuje się sportem: tenisem, hokejem, piłką nożną i sztukami walki.

## Odznaczenia i nagrody
- Order Ojczyzny III stopnia – za wieloletnią produktywną pracę, wzorowe wykonywanie obowiązków służbowych i wysoki profesjonalizm (20 czerwca 2013)[8];

- Tytuł „Mecenas Roku” (1996);
- „Najlepszy Przedsiębiorca Roku” (1997, 1998);
- „Przedsiębiorca Roku” w kategorii „Produkcja” (1998)[1].

## Sankcje UE
23 marca 2012 wraz ze swoimi firmami został wpisany na «Czarną listę» UE. Zgodnie z decyzją UE Czyż udzielił finansowego wsparcia reżimowi Łukaszenki poprzez swój holding sp. z o.o. „Trajpł”, który działa w wielu sektorach białoruskiej gospodarki; w tym samym czasie stanowisko prezesa zarządu klubu piłkarskiego „Dynama Mińsk” oraz prezesa Białoruskiej Federacji Zapaśniczej zostało potwierdzona jego powiązania z reżimem.